# Gehyra variegata
Gehyra variegata (пістрява дтелла) — вид геконоподібних ящірок родини геконових (Gekkonidae). Ендемік Австралії.

## Поширення і екологія
Пістряві дтелли широко поширені в південній половині Західної Австралії, а також на заході Південної Австралії. Вони живуть в різноманітних природних середовищах, в тріщинах серед скель та під корою дерев. Живляться комахами і павуками, відкладають яйця.